# Trần Tất Thanh
Trần Tất Thanh (1938-1998) là một sĩ quan trong Quân đội nhân dân Việt Nam, hàm Trung tướng. Ông nguyên là Tư lệnh Quân khu 2.

## Tiểu sử
Trần Tất Thanh sinh năm 1938, quê ở xã Tam Thanh, huyện Vụ Bản, tỉnh Nam Định.
Trong kháng chiến chống Mỹ cứu nước, Trần Tất Thanh đã có 11 năm ở chiến trường Tây Nguyên. Từ một chiến sỹ, ông lần lượt trải qua các cương vị chỉ huy. Tháng 2 năm 1989, ông trở thành Tư lệnh Binh đoàn Tây Nguyên.
Tháng 3 năm 1991, ông được cử đi bồi dưỡng lý luận cao cấp ở Học viện Chính trị - Quân sự. Sau khi ra trường, ông về làm Phó Hiệu trưởng rồi Hiệu trưởng Trường Sỹ quan Lục quân 1. Đầu năm 1994, ông được điều về làm Phó Tư lệnh, Tham mưu trưởng Quân khu 2.
Tháng 5 năm 1998, trên cương vị Tư lệnh Quân khu 2 - Trần Tất Thanh tham gia đoàn đại biểu cấp cao của Bộ Quốc phòng do Tổng Tham mưu trưởng Đào Trọng Lịch dẫn đầu sang thăm và làm việc với Bộ Quốc phòng nước Cộng hòa Dân chủ Nhân dân Lào. Ngày 25 tháng 5 năm 1998, trong chuyến cùng bạn đi thị sát vùng Tây Bắc nước Lào, do tai nạn máy bay, ông cùng toàn bộ thành viên trong đoàn đã hy sinh.